# Carthasis rufonotatus
Carthasis rufonotatus är en insektsart som beskrevs av Champion 1900. Carthasis rufonotatus ingår i släktet Carthasis och familjen fältrovskinnbaggar. Inga underarter finns listade i Catalogue of Life.